# Friedrich Lottspeich
Friedrich Lottspeich (* 23. Dezember 1947 in Innsbruck) ist ein österreichischer Biochemiker.
Friedrich Lottspeich studierte Chemie an der Universität Wien. Die Promotion folgte 1978 am Max-Planck-Institut für Biochemie in Martinsried und die Habilitation 1990 an den Universitäten München und Innsbruck. Ab 1990 war Lottspeich dann "Forschungsgruppenleiter" der Gruppe Proteinanalytik am MPI für Biochemie.
Er ist Herausgeber mehrerer wissenschaftlicher Bücher und Autor von über 600 Fachpublikationen. Bekannt ist Lottspeich vor allem für das von ihm und Joachim W. Engels herausgegebene Standardwerk Bioanalytik über Analysemethoden auf dem Gebiet der Proteinbiochemie und Proteomik. Für die 4. Auflage von 2022 wurde Jens Kurreck zusätzlicher Herausgeber für den Bereich Nucleinsäureanalytik.

## Schriften
- Herausgeber mit Jens Kurreck und Joachim W. Engels: Bioanalytik, 4. Auflage, Springer-Spektrum 2022, ISBN 978-3-6626-1706-9
- mit Helmut E. Meyer, Roland Kellner: Microcharacterization of Proteins, 2. Auflage, Wiley-VCH 2008
- Herausgeber mit Joachim W. Engels: Bioanalytics : Analytical Methods and Concepts in Biochemistry and Molecular Biology, 1. Auflage, Verlag Wiley-VCH, Weinheim 2018, ISBN 978-3-527-33919-8.